# Grange monastique de Ruffepeyre
La grange monastique de Ruffepeyre est une grange située à Mayran, en France.

## Description
La grange monastique de Ruffepeyre date de la fin du XIIIe siècle. C’est une ancienne dépendance de l'abbaye cistercienne de Bonnecombe, fondée en 1167.

## Localisation
La grange est située sur la commune de Mayran, dans le département français de l'Aveyron.

## Historique
L'édifice est inscrit au titre des monuments historiques en 2002.

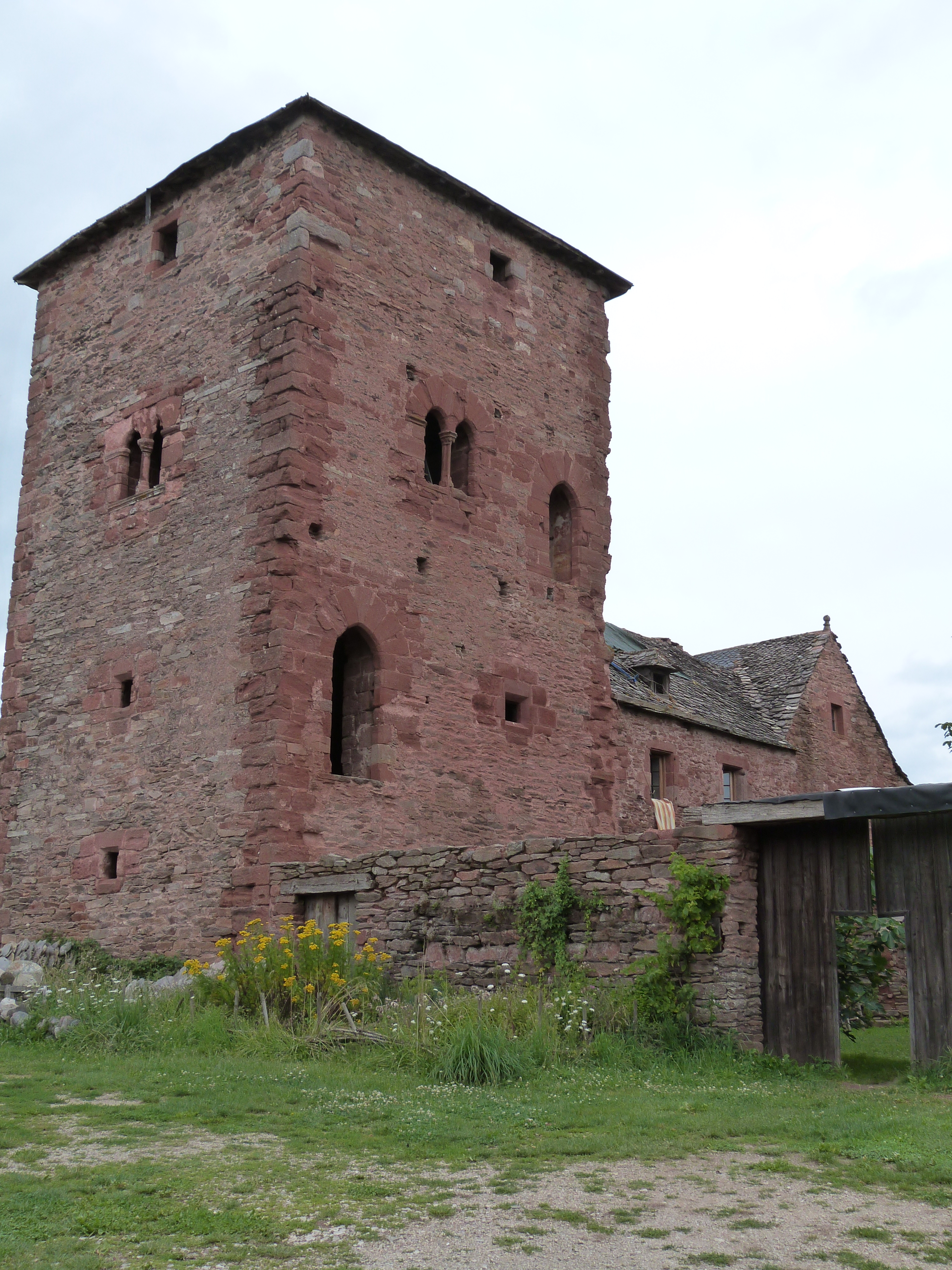
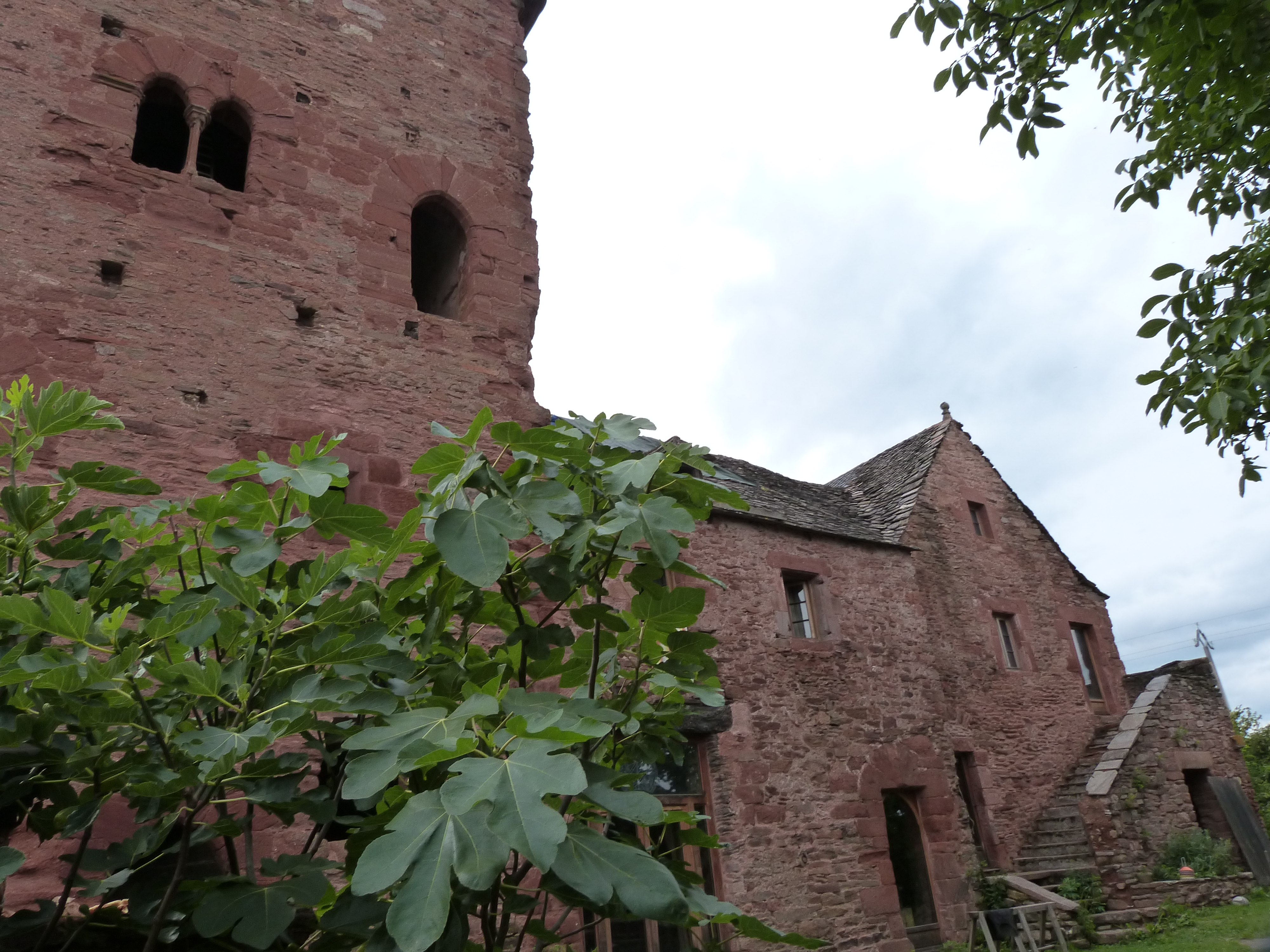
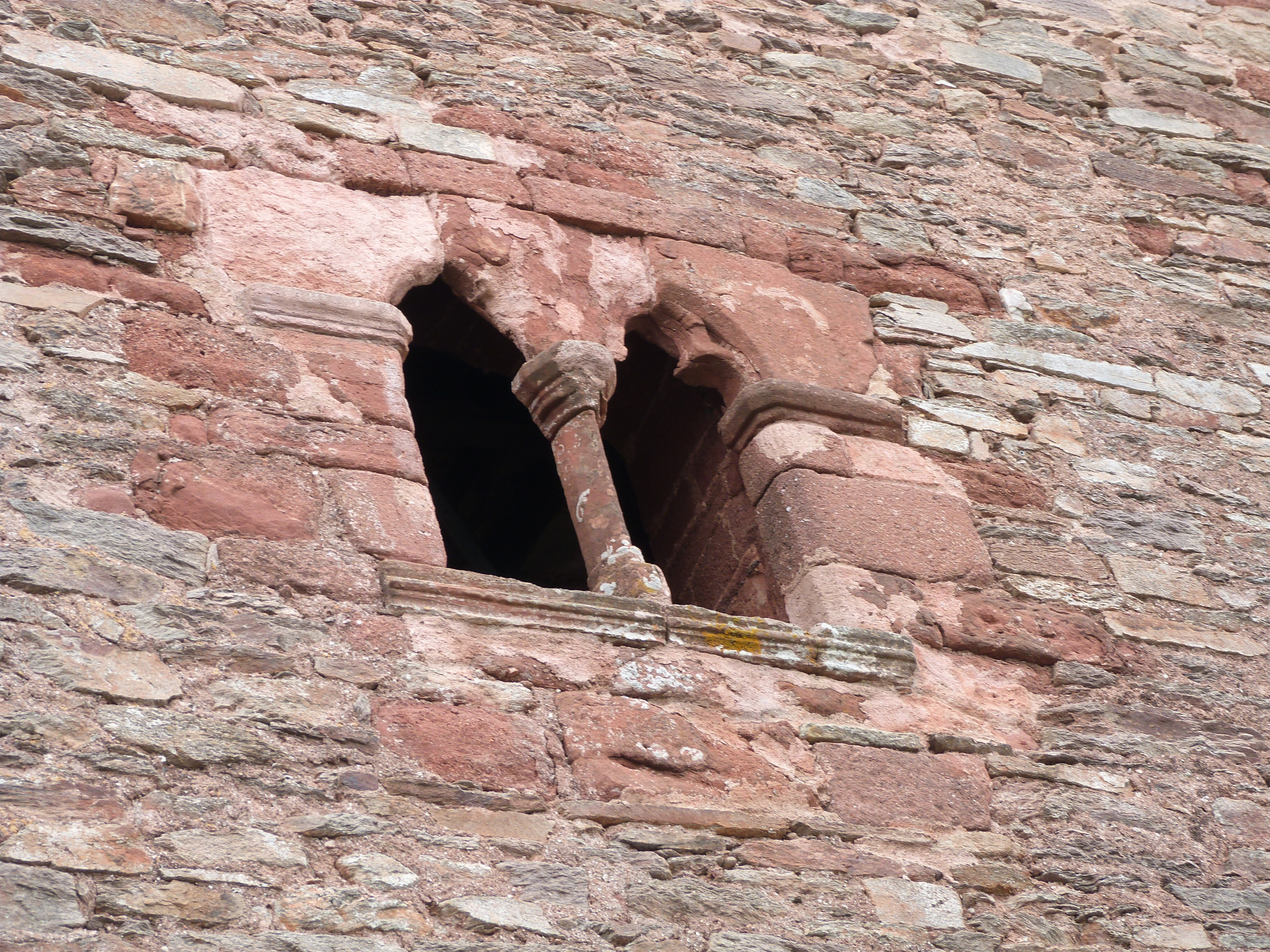
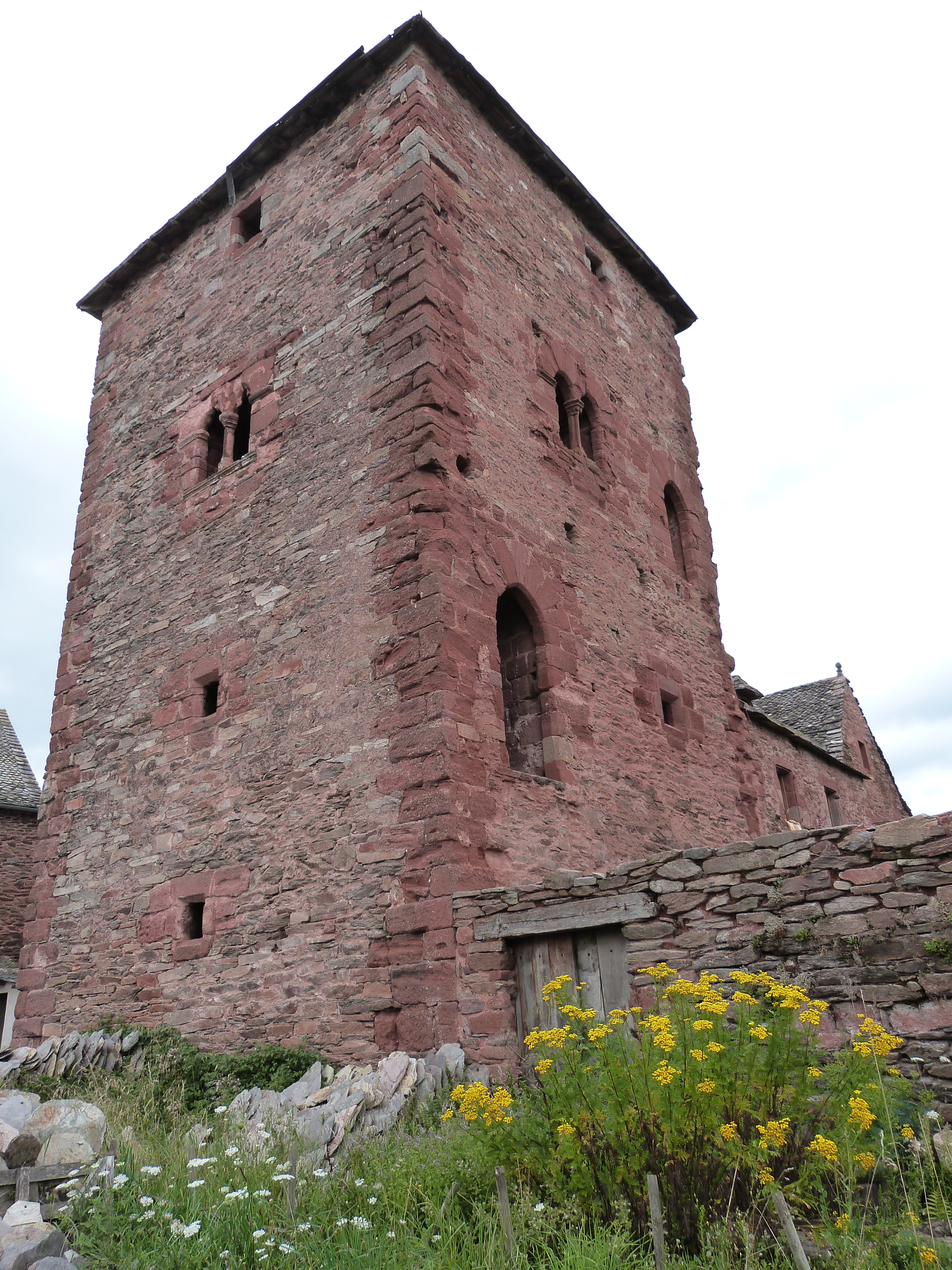